# マキ (抵抗運動)

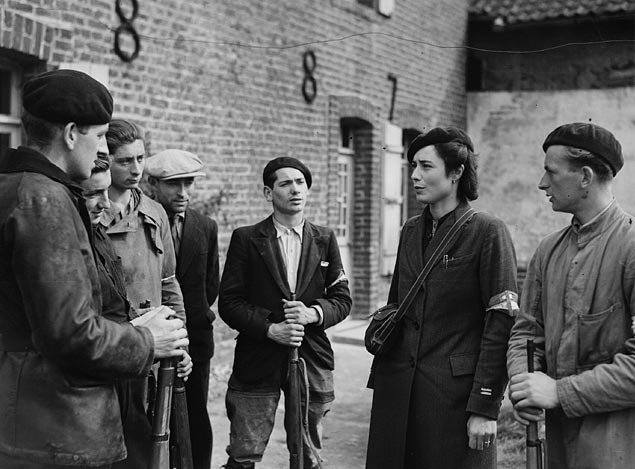
ラ・トレゾルリのマキ

マキ（フランス語: maquis）とは、第二次世界大戦時のドイツ占領下フランスで活動したレジスタンス組織のひとつである。森や山など人里離れた場所に潜伏して活動した。この語には、地中海沿岸（特にコルシカ島）の灌木が密生した植生の意味があり、ここから転じて、コルシカ島では「マキをやる（prendre le maquis）」という表現が、警察の追及や他の一族からの復讐を逃れるため森に逃げ込むことを意味するようになった。マキをやった人のことをマキザール（maquisard）と言うが、この語はその後レジスタンス運動員の意味で使われるようになった。
マキの大部分は活動地域の名前で呼ばれており、たとえばヴェルコール山で活動しているマキは単に「ヴェルコール」と呼ばれていた。マキの規模は10人程度から数千人におよぶものまで様々だった。
マキザールの大半は、ブルターニュ地方や南フランスの山岳地帯に本拠を置き、ドイツ軍（武装親衛隊および国防軍）に対してゲリラ戦を展開したほか、撃墜されたアメリカ軍やイギリス軍の航空機から脱出したパイロットやユダヤ人の逃走の手助けもしていた。マキが村落からの略奪や虐殺に関与することもあったが、多くの場合マキに対して民衆は好意的で協力を期待できた。
広く信じられているところによれば、マキは、ヴィシー政府が行った徴用を拒否して野に潜伏した若者たちによって造られたと言われている。この種の地下活動は、フランス南部や東部などそれに適した地形をもった地域でしか可能ではなかった。また、その土地の人々の協力が得られる場合には、人里離れた農家や小さな村落などでも組織されることがあった。当然ながらマキはレジスタンス活動をおこなっており、次第に全国的に組織されるようになった。ただし、アルジェ臨時政府に近いForces françaises de l'intérieur（FFI）系列や、共産主義を奉じるFrancs-Tireurs et Partisans Français（FTPF）系列など、いくつかの系列があった。
1940年にウィンストン・チャーチルが作った特殊作戦執行部（SOE）の仲介で1943年にイギリス軍から大量の人員が派遣された結果、マキは急激な変化をこうむった。アメリカ軍もSOEと協力して、戦略諜報局（OSS）を介して大量の人員をフランスに派遣した。
1944年6月6日のノルマンディ上陸作戦決行が近づくと、マキはドイツ軍の進軍を遅滞させるためゲリラ攻撃を開始した。この間もマキへの参加者は大幅に増え続けた。特に8月15日のプロヴァンス上陸以降はゲリラ戦が盛んになった。ドイツ軍は1944年3月にはこの現象に気づき、ゲリラ掃討を開始、オラドゥール＝シュル＝グラヌやヴェルコールなどレジスタンス活動が特に活発だった地域では過激な報復をおこなった（オラドゥール＝シュル＝グラヌの報復はマキの本部があると密告があったものの、実際はレジスタンスの武器庫や本部等は無かった）。
ノルマンディ上陸作戦の期間にはマキその他のレジスタンス・グループは、ドイツ軍増援部隊の到着を遅らせる上で無視できない役割を果たした。連合軍の進撃するにつれ、マキザール・グループとドイツ軍の戦闘も激化した。例として、ナンシー・ウェイクが率いる七千人のマキザールは1944年6月20日に約22,000人からなるドイツ軍を相手にした。マキザール・グループの中には捕虜をとらない（特に親衛隊員や降下猟兵を選別して処刑した）ものもあったため、多くの場合、ドイツ軍兵士はマキの捕虜になるより連合軍の捕虜になることを望んだ。一方、正規軍兵士でないマキのメンバーが捕虜になると、拷問を受けたり強制収容所送りとなり、再び戻ってくる者は少なかった。
マキザールの政治的傾向は様々であり、右派的なナショナリストから左派的な共産主義者までを含んでいた。フランス南西のマキの中には、スペイン内戦を経験したスペイン人共和主義者たちだけから構成されたものもあった。マキザールの標章はバスク風ベレー帽の着用である。バスク風ベレー帽は十分普及していたので疑惑を招くこともなく、標章として十分明瞭だったからである。
ドゴール将軍のパリ解放によってマキは解散した。マキザールの多くは故郷に帰ったが、そのままフランス軍に参加して闘いを続ける者もいた。